# Шоссейное (Черняховский район)
Шоссейное (до 1938 — Жамайткемен (нем. Szameitkehmen), до 1947 — Валькенау (нем. Walkenau)) — посёлок в Черняховском муниципальном округе Калининградской области. 

## История
В 1874 году деревня Жамайткемен вошла в состав сельского округа Краупишкемен района Инстербург в административном округе Гумбиннен провинции Восточная Пруссия. В 1936 году название деревни было изменено на Шамайткемен (нем. Schameitkehmen), в 1938 году деревня получила немецкое название Валькенау.
В 1945 году в результате Второй мировой войны деревня вошла в состав Советского Союза, в 1947 году ей было присвоено русское название Шоссейное, и деревня была отнесена к Краснополянскому сельсовету Сельсовета Черняховского района. В 1988 году к Шоссейному отнесен упразднённый посёлок Заливное (до 1947 — Краупишкемен). С 2008 по 2015 год Шоссейное входило в состав Черняховского городского поселения, с 2022 года — в Черняховский муниципальный округ.

## Население
| 1910 | 1933 | 1939 | 2002 | 2010 |
| ---- | ---- | ---- | ---- | ---- |
| 140  | ↘123 | ↗131 | ↘23  | →23  |